# Eutropis cumingi
Eutropis cumingi — вид сцинкоподібних ящірок родини сцинкових (Scincidae). Мешкає на Філіппінах та на Тайвані.

## Поширення і екологія
Eutropis cumingi мешкають на півночі Філіппінського архіпелагу, зокрема на островах Лусон, Калаян, Каміґуїн і Лубанг, а також на тайванському острові Ланьюй. Вони живуть у вологих тропічних лісах, трапляються на плантаціях. Зустрічаються на висоті до 900 м над рівнем моря. Живляться комахами. Відкладають яйця, в кладці 2 яйця.